# Nokia Lumia 625
Nokia Lumia 625 – smartfon z serii Lumia produkowany przez fińską firmę Nokia, zaprezentowany w lipcu 2013 roku podczas konferencji w Nowym Jorku wraz z modelem Lumia 1020. Działa pod kontrolą systemu operacyjnego Windows Phone 8.

## Specyfikacja
Smartfon jest jednym z największych sprzedawanych obecnie telefonów z Windows Phone.

### Aparat
W Lumii 625 zastosowano optykę Nokii z matrycą 1/4 cala o rozmiarze 5 megapikseli, przesłonie f/2.4 wspomaganą przez autofocus oraz lampę błyskową LED. Aparat jest sterowany dwustopniowym spustem migawki, dysponuje również 4 krotnym zbliżeniem cyfrowym. Rozdzielczość wykonanych zdjęć to 2592 na 1936 pikseli. Filmy nagrywane tym telefonem mają jakość 1080p (Full HD).

### Wygląd
Telefon wykonano z poliwęglanu, a także hartowanego szkła pod którym znajduje się ekran. Głośnik słuchawkowy, czujnik zbliżeniowy, czujnik oświetlenia zewnętrznego, kamerę umieszczono nad wyświetlaczem. Pod nim znajdują się trzy pojemnościowe przyciski charakterystyczne dla systemu Windows Phone, czyli wstecz, start i szukaj. Lewa krawędź obudowy pozbawiona jest jakichkolwiek elementów funkcyjnych. Na prawym boku znajduje się klawisz służący do regulacji głośności, przycisk blokady ekranu (włącznik) oraz dwustopniowy spust migawki, a na dole obudowy port micro-USB. Gniazdo minijack ulokowano na górnej krawędzi. Z tyłu telefonu zainstalowano aparat cyfrowy, diodę LED oraz głośnik.

### Podzespoły
Urządzenie napędza dwurdzeniowy Qualcomm Snapdragon S4 taktowany zegarem o częstotliwości 1,2 GHz. Procesor jest wspomagany 512 MB pamięci operacyjnej (RAM). Pamięć dostępna dla użytkownika to około 8 GB oraz bezpłatne 7 GB pamięci w chmurze. Możliwe jest jej rozszerzenie przez kartę micro-SD o pojemności do 64 GB. Ekran zastosowany w tym telefonie ma przekątną 4,7 cala. Został wykonany w technologii IPS LCD z wykorzystaniem autorskiej funkcji SuperSensitive. Jego rozdzielczość to 480 na 800 pikseli. Smartfon wyposażono w moduły Bluetooth i WiFi. Obsługuje również łączność 4G. Zastosowana bateria litowo-jonowa ma pojemność 2000 mAh.

### Akcesoria
Do smartfona podobnie jak do Lumii 520, 620 i 820 możliwe jest dokupienie wymiennej obudowy.

## Oprogramowanie
Nokia Lumia 625 pracuje pod kontrolą systemu Microsoft Windows Phone 8 z dodatkiem Lumia Black, po aktualizacji Windows Phone 8.1 z dodatkiem Lumia Cyan. Preinstalowane są programy takie jak: Kalkulator, Zegar, Kalendarz, Budzik, Przypomnienia, Spis telefonów, Zadania, Pokój rodzinny, Kącik dziecięcy, OneNote, Sieci społecznościowe w książce telefonicznej, Portfel. Dodatkowo smartfon wyposażono w podstawowe oprogramowanie biurowe – Excel, Word, PowerPoint i Lync oraz nawigację HERE Maps oraz inne aplikacje wykorzystujące połączenie GPS i rozszerzoną rzeczywistość np. Nokia Miasto w Obiektywie. Dodatek „Lumia Black'” umożliwia korzystanie z kilku autorskich rozwiązań Nokii – Glance, Camera, Storyteller czy Beamer. Użytkownik może dodatkowo pobierać aplikacje i gry ze sklepu Nokii bądź Marketplace.